# إيمانويل بودجولي
الرقيب الأول إيمانويل بودجولي (بالفرنسيةEmmanuel Bodjolléː) هو ضابط عسكري توغولي، وُلِدَ عام 1928، وشغل منصب رئيس توغو من 13 يناير 1963 وذلك بعد إطاحته بالرئيس سيلفانوس أوليمبيو، لكنه شغل منصب لمدة يومين فقط حيث منح المنصب للرئيس نيكولاس جرونتسكي.

## السيرة
انضم إلى الجيش الفرنسي، حيث حصل على رتبة رقيب أول، وكان ضمن المجموعة التي لم يتم دمجهم في الجيش عند تسريحهم الخدمات الفرنسية،وقاد مؤامرة تشكلت من ثلاثين ضابط صف، التي أدت إلى اعتقالات الوزراء في حكومة أوليمبيو، وشهد الانقلاب مقتل الرئيس سيلفانوس أوليمبيو، من قبل غناسينغبي إياديما، الرئيس المستقبلي لتوغو.